# Milan-Rastislav-Štefánik-Kreuz

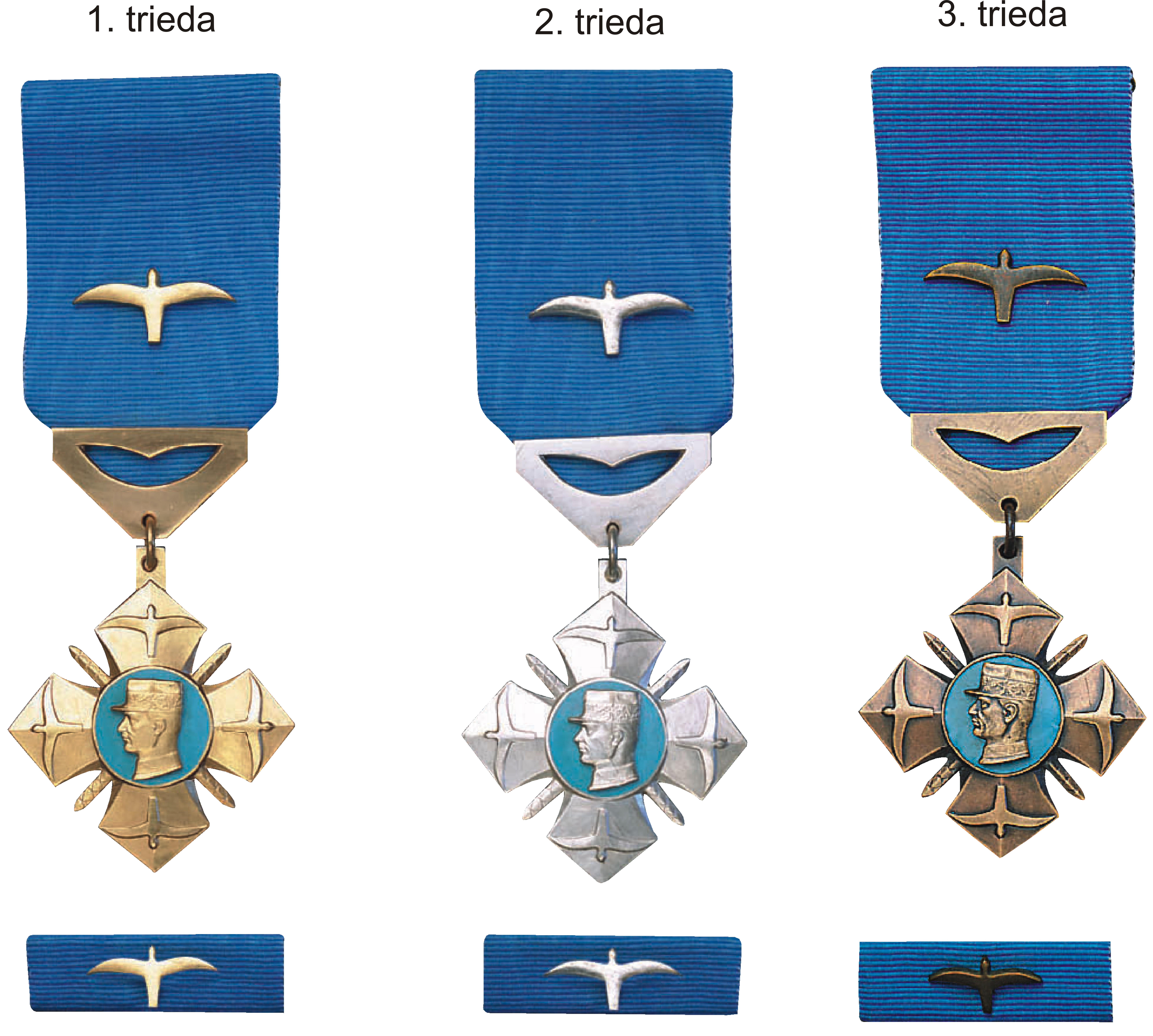
Milan-Rastislav-Štefánik-Kreuz in drei Klassen

Das Milan-Rastislav-Štefánik-Kreuz (slowakisch Kríž Milana Rastislava Štefánika) ist ein 1994 gestifteter, slowakischer Orden und wurde nach dem tschechoslowakischen General und Piloten Milan Štefánik benannt. Der Orden rangiert unter dem Ľudovít-Štúr-Orden und wird an Personen verliehen, die zur Verteidigung der slowakischen Republik, zur Rettung von Menschenleben oder zur Rettung wichtiger Kunstwerke oder sonstiger materieller Werte beigetragen haben.
Das Ordenskreuz wird vom slowakischen Präsidenten verliehen und ist in drei Klassen unterteilt.